# Diary of a Wimpy Kid: The Last Straw
Diary of a Wimpy Kid: The Last Straw (no Brasil: Diário de um Banana: A Gota d'Água / em Portugal: O Diário de um Banana: A Última Gota) é o terceiro livro da série Diary of a Wimpy Kid, do autor americano Jeff Kinney. O livro teve lançamento no dia 28 de setembro de 2004.

## Enredo
O livro começa no dia de Ano Novo. Greg não ganha nada, ele não gosta de ninguém. Tio Charlie dá a Greg um "arco de lavanderia" e mãe de Greg, inspirada, começa a fazer Greg fazer a sua própria roupa. Devido à preguiça de Greg, ele não faz a limpeza de sua roupa e não pretende também. Esta desempenha um papel importante mais tarde na história. Mencionado no início da história, o pai de Greg está ficando cansado com "palermas" de Greg maneiras. Além disso, o "pior adolescente em nossa rua", Lenwood Heath fica enviado para fora para a escola militar, provocando uma ideia na cabeça de Frank, que desempenha um grande papel na história. 
Mais tarde, os Heffleys vão ver o Lenwood em uma cabine de bilhete com uma escovinha; adequado e incrivelmente educado. Isso faz com que Frank decida inscrever Greg na escola militar de Spag Union, que acontece durante as férias de verão de Greg. Greg tenta em vão mudar a mente de seu pai, como fazer atividades como futebol e escoteiros. No entanto, eles não funcionam. Finalmente, ele se contenta com o triste fato de que ele tem de se contentar com Spag Union. Mas o verão não vai ser ruim se ele tirou algumas memórias com ele. Um dia, seu pai encontra cobertor velho de Manny, o Coiso, e joga fora. Manny se vinga quando ele usa o seu campo de batalhas da guerra civil americana para brincar. 
Então Manny vai até Greg e diz: "Plupe!" Greg não sabe o que significa, então ele pede a sua mãe, mas ela está falando ao telefone. Ela diz: "O que é um plupe?" qual foi a coisa exata Greg queria saber. Então Manny começa a chamar Greg de "plupe" para conseguir o que quer. No domingo de Páscoa, Greg entra no carro, acidentalmente sentado no coelhinho de chocolate do Manny. Ele sai do carro com chocolate na parte de trás da calça. Sua mãe, então, diz que a família não pode faltar a igreja. Quando Rodrick tira as calças e diz: "Ele pode vestir minhas calças," a Mãe dá ao Greg sua jaqueta de Páscoa para amarrar na cintura. Durante a missa de Páscoa da igreja, ele olha para o Manny, que está jogando com as coisas que a mamãe e o papai trouxe para entretê-lo, e depois pensa no dia em que Manny teve um problema na pré-escola, quando sua mãe cortou seu sanduíche ao meio, e não em quatro pedaços, que ele gosta. A Mamãe teve que ir até lá para fazer a fatia extra. Então ele sussurra no ouvido de Manny, "Plupe!" O Manny começa a chorar e a mamãe não consegue acalmá-lo, então eles têm que ir para casa. 
Também mencionado anteriormente na história, os vizinhos dos Heffley, os Snella, estão tendo uma festa de meio-aniversário do seu filho mais novo Seth. Durante a festa, os adultos do bairro tem que praticar atos tolos e o Sr. Snella envia as fitas de vídeo para o Famílias Mais Engraçadas da América, uma paródia dos Vídeos Mais Engraçados da América, para ganhar o grande prêmio de 10.000 dólares. É revelado que Frank odeia se expor na frente dos outros e fará qualquer coisa para sair dessa. No dia da festa, Manny joga o presente de Seth em uma árvore porque ele sabe que Greg poderia pega-lo. É uma manta azul, como o Coiso em seus estágios iniciais. Quando Greg vai recupera-lo, suas calças, emprestadas do Rodrick, caem revelando que estava usando uma cueca da Mulher Maravilha, porque era só umas das roupas limpas que ele não tinha usado. Frank, que passa a ser o próximo na fila para realizar foge como o Sr. Snella aponta sua câmera para vergonha de Greg. 
Ele deu um favor a Greg na manhã seguinte por não mandá-lo para a academia militar, o que sugere que há outras maneiras para Greg fazer exercícios. Enquanto Greg aproveita sua manhã, ele vai ver o Rowley e diz que ele não tem que ir para Spag Union depois de tudo. Rowley não tinha ideia do que Greg estava falando. A história termina abruptamente com Rowley e Greg sentados no meio-fio e conhecem uma garota chamada Trista. Greg pensa que Trista é bonita e imagina que ela e ele estão no clube dos pais do Rowley com ele servindo-lhes bebidas. E então aparece a palavra fim gigante ocupando quase uma página inteira